# Liste von Sakralbauten in Trier
Die Liste der Sakralbauten in Trier listet nach Konfessionen unterteilt die Kirchengebäude und sonstigen Sakralbauten in der rheinland-pfälzischen Stadt Trier auf. Aufgrund ihrer Geschichte ist die alte Bischofsstadt Trier seither traditionell römisch-katholisch geprägt und weist daher besonders in der Innenstadt eine hohe Kirchendichte auf. Darunter befinden sich auch zahlreiche historische Kirchengebäude.

## Römisch-katholische Kirchengebäude

### Römisch-katholische Kirchen
| Bild | Inneres | Name                                       | Stadtteil / Lage                              | Bauzeit             | Anmerkungen / Baustil |
| ---- | ------- | ------------------------------------------ | --------------------------------------------- | ------------------- | --- |
|      |         | Dom St. Peter                              | Trier Liebfrauenstraße 12 (Standort)          | 12./13. Jahrhundert | Romanische Bischofskirche mit älteren Teilen aus dem 4. Jahrhundert. |
|      |         | Liebfrauen                                 | Trier Liebfrauenstraße 2 (Standort)           | 13. Jahrhundert     | Frühgotischer Zentralbau mit Laternenturm. Gilt als eine der ersten gotischen Kirchen auf deutschem Boden. Mit dem benachbarten Dom durch eine Kapelle baulich verbunden.                                                                                         |
|      |         | St. Gangolf                                | Trier Hauptmarkt 9 (Standort)                 | ~ 1500              | Spätgotische Stadtpfarrkirche am Hauptmarkt. St. Gangolf ist vollständig von Gebäuden umgeben und nur über ein Durchgangsportal vom Hauptmarkt aus zu erreichen.                                                                                                  |
|      |         | Hl. Dreifaltigkeit                         | Trier Jesuitenstraße 12 (Standort)            | 13. Jh.             | Ursprünglich Franziskaner, später Jesuitenkirche; zwischen 1819 und 1856 evangelisch; seit 1857 wieder katholisch und Kirche des Priesterseminars. |
|      |         | St. Antonius                               | Trier Antoniusstraße (Standort)               | 1458–1518           | Spätgotische Kirche am Viehmarkt |
|      |         | Mariä Himmelfahrt                          | Trier Flanderstraße (Standort)                | 1716                | Barocke Klosterkirche der Augustiner-Chorfrauen (Welschnonnen genannt). |
|      |         | St. Irminen                                | Trier Irminenfreihof 1 (Standort)             | 1769                | Benediktinerinnen-Klosterkirche im Stil des Rokoko mit romanischem Kirchturm aus dem 11. Jahrhundert. |
|      |         | St. Josef                                  | Trier Feldstraße 7 (Standort)                 | 1855                | Ursprünglich Klosterkirche der Redemptoristen. Seit 1948 Mutterhauskirche der Borromäerinnen. Angegliedert an das Klinikum Mutterhaus der Borromäerinnen |
|      |         | Helenenhauskirche                          | Trier Krahnenstraße (Standort)                | ~ 1900              | |
|      |         | St. Paulin                                 | Trier/Nord Palmatiusstraße 4 (Standort)       | 1757                | Repräsentative Pfarrkirche im Rokokostil von Balthasar Neumann. |
|      |         | St. Martin                                 | Trier/Nord Maarstraße 73 (Standort)           | 1915                | Neuromanische Pfarrkirche mit Klais-Orgel aus dem Jahr 1931 |
|      |         | Maria Hilf                                 | Trier/Nord Nordallee 1 (Standort)             | 1890                | Neugotische Klosterkirche der Barmherzigen Brüder. Angegliedert an das Krankenhaus der Barmherzigen Brüder |
|      |         | St. Matthias                               | Trier/Süd Matthiasstraße 83 (Standort)        | 12. Jh.             | Romanische Klosterkirche der Benediktiner |
|      |         | Herz Jesu                                  | Trier/Süd Friedrich-Wilhelm-Straße (Standort) | 1895/ 1948          | Neugotische Pfarrkirche; Wiederaufbau nach dem Zweiten Weltkrieg. |
|      |         | Christkönig                                | Trier/West Christkönigplatz 5 (Standort)      | 1888/ 1934/ 1973    | 1934 Umbau der ehemaligen Exerzierhalle der Hornkaserne zur Kirche; 1973 Umbau; 1991 Bau eines Glockenturmes |
|      |         | St. Jakobus                                | Trier/Biewer Biewerer Straße 116 (Standort)   | 1912                | Neuromanische Pfarrkirche |
|      |         | St. Peter                                  | Trier/Ehrang Oberstraße 65 (Standort)         | 1875                | Neugotische Hallenkirche |
|      |         | Hauskirche im Klinikum der Borromäerinnen  | Trier August-Antz-Straße 22 (Standort)        | ~ 1960              | Zweigniederlassung des Klinikums der Borromäerinnen in Trier-Ehrang mit moderner Hauskirche. |
|      |         | St. Helena                                 | Trier/Euren St.-Helena-Straße 23 (Standort)   | 1882                | Neugotische Pfarrkirche |
|      |         | St. Valerius                               | Trier/Feyen Bornewasserstraße 50 (Standort)   | 1954                | |
|      |         | St. Agritius                               | Trier/Gartenfeld Agritiusstraße 1 (Standort)  | 1971                | Zeltförmiges Kirchengebäude |
|      |         | Heilig Kreuz                               | Trier/Heiligkreuz Arnulfstraße 3 (Standort)   | 1961                | Kirchengebäude nach den Plänen von Gottfried Böhm. |
|      |         | St. Maternus                               | Trier/Heiligkreuz Karlsweg 19 (Standort)      | 1967                | |
|      |         | St. Georg                                  | Trier/Irsch Propstei 2 (Standort)             | 1834                | Saalkirche mit gotischem Kirchturm abseits auf dem Friedhof. |
|      |         | St. Bonifatius                             | Trier/Kürenz Domänenstraße (Standort)         | 1933                | Kirchengebäude im Stil der Neuen Sachlichkeit nach Plänen von Rudolf Schwarz. |
|      |         | Hauskirche im Altenheim der Borromäerinnen | Trier/Kürenz Sickingenstraße 35 (Standort)    | ~ 1960              | Zeltförmiges Kirchengebäude |
|      |         | St. Michael                                | Trier/Mariahof Am Mariahof 35 (Standort)      | 1969                | Pyramidenförmiges Kirchengebäude aus Beton nach den Plänen von Konny Schütz |
|      |         | St. Anna                                   | Trier/Olewig Auf der Ayl 34A (Standort)       | 1955                | |
|      |         | St. Simon und Juda                         | Trier/Pallien Palliener Straße 24 (Standort)  | 1786                | Seit Profanierung der Pfarrkirche Maria Königin (Pallien) im Jahr 2016 ist St. Simon und Juda wieder Pfarrkirche. |
|      |         | St. Maria und St. Martin                   | Trier/Pfalzel Kirchplatz (Standort)           | 1908/ 1965          | Die Kirche in Pfalzel geht zurück auf ein Benediktinerstift aus der Zeit um 700. Das heutige Kirchengebäude wurde 1908 unter Einbeziehung der erhaltenen mittelalterlichen Bausubstanz errichtet und 1965 nach Zerstörungen im Zweiten Weltkrieg wiederaufgebaut. |
|      |         | St. Clemens                                | Trier/Ruwer Kenner Weg 3 (Standort)           | 1871                | Neuromanisches Kirchengebäude |
|      |         | St. Andreas                                | Trier/Tarforst Am Hötzberg (Standort)         | 1780/ 1954          | Barocke Saalkirche; 1954 erweitert. |
|      |         | St. Augustinus                             | Trier/Tarforst Im Treff 15 (Standort)         | 1983                | |
|      |         | St. Martinus                               | Trier/Zewen Lindscheidstraße (Standort)       | 1959                | |

### Ehemalige römisch-katholische Kirchengebäude
| Bild | Inneres | Name                                             | Stadtteil / Lage                             | Bauzeit    | Anmerkungen / Baustil |
| ---- | ------- | ------------------------------------------------ | -------------------------------------------- | ---------- | --- |
|      |         | St. Simeon                                       | Trier Porta-Nigra-Platz (Standort)           | ~ 1035     | Im Jahr 1035 wurde das Kollegiatstift St. Simeon gegründet und in diesem Zuge das ehemalige römische Stadttor Porta Nigra durch Aufstockung zu einer Klosterkirche umgebaut. Nach der Säkularisation 1802 wurde der Umbau wieder weitestgehend rückgängig gemacht. Nur die unteren beiden Stockwerke der Apsis sind heute als Teil der Porta Nigra erhalten. |
|      |         | St. Ambrosius                                    | Trier/Nord Ambrosiusstraße (Standort)        | 1912/ 1957 | Ursprünglich Exerzierhalle der Goeben-Kaserne. 1947 Umbau zur Kirche. 2023 profaniert. |
|      |         | St. Katharina von Alexandrien (Augustinerkirche) | Trier Am Augustinerhof (Standort)            | ~1320      | Ursprünglich gotische Klosterkirche des Augustiner Chorherrenstiftes; 1802 säkularisiert; Heute Bestandteil des Trierer Rathauses und Sitzungssaal des Trierer Stadtrats. |
|      |         | St. Agnes                                        | Trier (Standort)                             | 1748       | Ehemalige Klosterkirche des Agnetenklosters Trier, welches bereits seit 1255 bestand. 1802 säkularisiert und nach mehreren Umnutzungen 1944 zerstört. |
|      |         | St. Agnes                                        | Trier (Standort)                             | 1748       | Ehemalige mittelalterliche Pfarrkirche; 1803 Abbruch der Kirche. Die Gemeinde wird nach St. German umgepfarrt. |
|      |         | St. German                                       | Trier Neustraße 35 (Standort)                | 1768       | Ehemalige Klosterkirche der Franziskaner-Minoriten. 1802 zur Pfarrkirche umgewidmet. Im Zweiten Weltkrieg zerstört, 1951 Aufhebung der Pfarrei und 173 Umbau des ruinösen Klostergebäudes zum Bischöflichen Angela-Merici Gymnasium. |
|      |         | St. German ad undas                              | Trier (Standort)                             | 1768       | Die katholische Kapelle St. German ad undas (bei den Wellen / am Moselufer) befindet sich im Weinberg oberhalb eines Gehöftes im Bogen der Hochstraß. |
|      |         | St. Paulus                                       | Trier Paulusplatz (Standort)                 | 1907       | Neuromanische Pfarrkirche. 2017 aufgrund der hohen Kirchendichte in der Trierer Innenstadt profaniert. |
|      |         | St. Maria Magdalena                              | Trier Dietrichstraße 30 (Standort)           | ~ 1950     | Gotischer Kirchturm von 1495; Ursprünglich Klosterkirche der Klarissen; 1802 säkularisiert und ab 1896 Klosterkirche der Weißen Väter. Kirchengebäude nach den Zerstörungen Zweiten Weltkrieg wiederaufgebaut; 2018 profaniert. |
|      |         | St. Maximin                                      | Trier/Nord Maximinstraße 18 (Standort)       | 1680–1684  | Klosterkirche der Benediktinerabtei St. Maximin. 1802 säkularisiert und seitdem umgenutzt. Die ehemalige Klosterkirche dient heute als Sporthalle der katholischen St. Maximin-Schule. |
|      |         | St. Medardus                                     | Trier/Süd (Standort)                         |            | ~ 1802 im Zuge der Säkularisation abgerissene Pfarrkirche St. Medardus |
|      |         | St. Simeon                                       | Trier/West Reichertsberg 15 (Standort)       | 1966       | 2019 profaniert. Umnutzung als Depot und Archiv des Bistums Trier. |
|      |         | St. Jost                                         | Trier/Biewer Biewerer Straße (Standort)      | 1706       | Ehemaliges Leprosium mit Kapelle; um 1960 profaniert. |
|      |         | Christi Himmelfahrt                              | Trier/Ehrang Schulstraße 3 (Standort)        | 1955       | 2016 profaniert. Umbau zum Wohngebäude geplant. |
|      |         | St. Clara                                        | Trier/Kürenz Sickingenstraße 25 (Standort)   | 1953       | Klosterkirche der Klarissen-Kapuzinerinnen; 2017 aufgelöst. Das Gebäude wurde an die Borromäerinnen verkauft. |
|      |         | Maria Königin                                    | Trier/Pallien Im Sabel 18 (Standort)         | 1958       | 2016 profaniert. Umbau zum Wohngebäude geplant. |
|      |         | St. Martin                                       | Trier/Pfalzel Adulastraße (Standort)         | 1778       | Klassizistische Saalkirche. Nach dem Wiederaufbau der Stiftskirche St. Maria und St. Martin in Pfalzel wurde die alte Pfarrkirche St. Martin zum Pfarrheim umgebaut. |
|      |         | Mariä Himmelfahrt                                | Trier/Quint Taubenbergstraße 10A (Standort)  | 1973       | 2016 profaniert und in ein Wohngebäude umgebaut. |
|      |         | Kirche des Benediktinerinnenklosters             | Trier/Gartenfeld Gartenfeldstraße (Standort) | 1859       | 1944 kriegszerstört und danach abgerissen. Heute ist dort eine Sparkassenfiliale. Das Harmonium der Kirche hat überlebt und steht jetzt im Freilichtmuseum Roscheider Hof |

### Römisch-katholische Kapellen
| Bild | Inneres | Name                  | Stadtteil / Lage                                  | Bauzeit          | Anmerkungen / Baustil                                                                                       |
| ---- | ------- | --------------------- | ------------------------------------------------- | ---------------- | --- |
|      |         | Kapelle ad Quercum    | Trier Flanderstraße (Standort)                    | 1199             | Spätromanische Kapelle                                                                                      |
|      |         | St. Bantus            | Trier Banthusstraße (Standort)                    | 1774             | Kapelle auf dem Gelände des Bischöflichen Generalvikariats.                                                 |
|      |         | Maria Hilf            | Trier/Nord Peter-Friedhofen-Straße 14 (Standort)  | 1815             | 1815 ursprünglich in Koblenz-Lützel erbaut und 1926 nach Trier übertragen. Kapelle der Barmherzigen Brüder. |
|      |         | St. Medardus          | Trier/Süd Medardstraße 42 (Standort)              | ~ 1860           | Gedenkkapelle für die um 1802 abgerissene Pfarrkirche St. Medardus.                                         |
|      |         | 14 Nothelfer          | Trier/Eitelsbach Mertesdorfer Straße 4 (Standort) | 1848             | |
|      |         | St. Luzia             | Trier/Filsch Luzienstraße 1A (Standort)           | 1780             | |
|      |         | Heilig Kreuz          | Trier/Heiligkreuz Rotbachstraße 19 (Standort)     | 1060/ 1620/ 1958 | Romanische Kapelle mit Laternenturm.                                                                        |
|      |         | Schönstattkapelle     | Trier/Heiligkreuz Reckingstraße 5 (Standort)      | 1987             | |
|      |         | St. Katharina         | Trier/Kernscheid Brubacher Weg (Standort)         | 1862             | |
|      |         | Kapelle Zum Kreuzchen | Trier/Kürenz (Standort)                           | 1844             | Klassizistischer Saalbau                                                                                    |
|      |         | St. Markus            | Trier/Pallien Markusberg 31 (Standort)            | 1902             | Neugotischer Kapellenbau mit zwei Schiffen                                                                  |

## Evangelisch-landeskirchliche Kirchengebäude

### Evangelische Kirchen
| Bild | Inneres | Name                                                 | Stadtteil / Lage                           | Bauzeit     | Anmerkungen / Baustil |
| ---- | ------- | ---------------------------------------------------- | ------------------------------------------ | ----------- | --- |
|      |         | Evangelische Kirche Zum Erlöser (Konstantinbasilika) | Trier Konstantinplatz 10 (Standort)        | 4. Jh. 1856 | Frühchristliche Palastaula Kaiser Konstantins. 1614 in das Kurfürstliche Palais integriert. 1856 rekonstruiert und der Evangelischen Gemeinde als Kirche überlassen. |
|      |         | Evangelische Kirche                                  | Trier/Ehrang Wallenbachstraße 1 (Standort) | 1930        | |

### Ehemalige evangelische Kirchengebäude
| Bild | Inneres | Name           | Stadtteil / Lage                               | Bauzeit | Anmerkungen / Baustil                                       |
| ---- | ------- | -------------- | ---------------------------------------------- | ------- | ----------------------------------------------------------- |
|      |         | Christuskirche | Trier/Heiligkreuz Trevererstraße 38 (Standort) | 1963    | 2014 entwidmet und mit Ausnahme des Kirchturmes abgerissen. |

## Neuapostolische Kirchengebäude
| Bild | Inneres | Name                                   | Stadtteil / Lage                          | Bauzeit | Anmerkungen / Baustil |
| ---- | ------- | -------------------------------------- | ----------------------------------------- | ------- | --------------------- |
|      |         | Neuapostolische Kirche (Trier-Nord)    | Trier/Nord Theobaldstraße 13 (Standort)   | 1962    | 2019 modernisiert.    |
|      |         | Neuapostolische Kirche (Trier-Pallien) | Trier/Pallien Bitburger Straße (Standort) | 1982    |                       |

## Synagogen
- Synagoge in der Zuckerbergstraße, bestand von 1859 bis 1938[3]
- Synagoge (Trier), Kaiserstraße 25, eingeweiht 1957[4]

## Moscheen
- Moschee im Islamischen Kulturzentrum, Luxemburger Str. 23[5]

## Friedhöfe
- Hauptfriedhof Trier
- Jüdischer Friedhof Trier
- Alter Jüdischer Friedhof Trier

## Antike
- Tempel am Herrenbrünnchen